# OpinionWay
OpinionWay ou Opinion Way est une entreprise de sondages politiques et d'études marketing française.
Le groupe est détenu par le groupe Les Echos - Le Parisien, une filiale du groupe LVMH de Bernard Arnault.
Son siège est à Paris. 

## Histoire
OpinionWay est une société par actions simplifiée créée le 29 mars 2000 par trois anciens salariés de l'institut IPSOS.
En 2006, l'entreprise lance un « dispositif de recueil vidéo mensuel de l'opinion des Français ».
L'entreprise acquiert la société Ballester en 2006, et la société TLB en 2007.
L'entreprise prend une participation dans la société SoonSoonSoon en 2014.
OpinionWay est l'un des premiers instituts à réaliser ses enquêtes en ligne, cette technique parfois contestée étant auparavant appliquée aux études de marché. L'entreprise recrute ses panels représentatifs en ligne, et les rétribue en bons d'achat.
En 2016, OpinionWay ouvre une première filiale au Maroc avant d'étendre son implantation internationale en Algérie (2019) puis en Pologne et en Afrique subsaharienne (2020).
En 2019, l'entreprise exploite les contributions en ligne reçues dans le cadre de la mission du Grand débat national,.

## Activités
OpinionWay réalise des sondages d’opinion et des études marketing. 
L'entreprise produit des observatoires et baromètres, dont l'EcoScope, ou PrésiTrack, LégiTrack, EuroTrack, RégioTrack en partenariat avec Les Échos et radio classique,,,, et Sofinscope en partenariat avec Sofinco. 
En octobre 2021, le statisticien Michel Lejeune montre, dans son article sur les instituts de sondage, qu'OpinionWay est le seul institut à publier les données bruts des sondages pour plus de transparence

## Élections et sondages politiques
OpinionWay réalise en France et à l’étranger des sondages politiques, des intentions de vote et des estimations le jour du vote : 
- Présidentielles 2007[17]
- Législatives 2007[18]
- Municipales 2008[19]
- Européennes 2009 – sondages OpinionWay – Fiducial pour TF1, LCI, Le Figaro et RTL[20]
- Régionales 2010 - sondages OpinionWay – Fiducial pour LCI, Le Figaro et RTL[21]
- Présidentielles 2012 sondages OpinionWay – Fiducial[22]
- Législatives 2012 -sondages OpinionWay – Fiducial pour Le Figaro et LCI[23] et sondages OpinionWay pour Les Echos et Radio Classique[24]
- Municipales 2014 – Sondages OpinionWay pour Marianne[25], sondages OpinionWay pour Le Figaro et LCI[26], sondages OpinionWay pour Clai-Metronews[27]
- Européennes 2014 – sondages OpinionWay pour Le Figaro et LCI[28]
- Régionales 2015[– sondages OpinionWay pour Metronews et LCI et sondages OpinionWay pour Le Point[29]
- Présidentielles 2017 – Sondages OpinionWay - Les Echos Radio Classique[30]
- Législatives 2017[31]
- Européennes 2019 – sondages OpinionWay-Tilder pour Les Echos et Radio Classique[32]
- Municipales 2020[19] – sondages OpinionWay pour Square Management, Les Echos, Radio Classique[33]
- Régionales 2021 – RégioTrack pour les Echos et Radio Classique[34], estimations 1er et 2d tour avec CNEWS[35], Jour du vote avec Les Echos

Depuis 2009, OpinionWay réalise pour le Cevipof le baromètre de la confiance politique. Depuis 2020, ce baromètre est réalisé également en Allemagne, au Royaume-Uni et en Italie.

## Chiffre d'affaires, résultats, effectif
Les chiffres d’affaires, résultats nets et effectifs d’Opinion Way entre 2016 et 2019 ont été de :
|                       | 2016         | 2017         | 2018         | 2019         |
| --------------------- | ------------ | ------------ | ------------ | ------------ |
| Chiffre d'affaires    | 13 382 818 € | 12 480 857 € | 14 131 451 € | 14 885 877 € |
| Résultat net          | 786 265 €    | 775 173 €    | 989 086 €    | 868 116 €    |
| Effectif moyen annuel | 74           | 78           | 84           | 89           |

## Critiques
En 2007, Le Canard enchaîné met en doute la sincérité de l'institut de sondage en raison des liens de ses dirigeants avec la droite, rappelant par exemple qu'Hugues Cazenave a été chargé de mission au cabinet de Gérard Longuet,. En 2009, Le Canard enchaîné réitère ses critiques, et accuse l'institut de manipulation concernant une enquête publiée par Le Figaro à quelques jours des élections européennes. 
Dans son livre Ma plus belle histoire, c'est vous, Ségolène Royal accuse plusieurs instituts de sondage (IPSOS, IFOP, CSA ainsi qu'OpinionWay dans les pages 177 à 190) d'avoir été « particulièrement zélés » envers Nicolas Sarkozy durant la campagne présidentielle de 2007[réf. nécessaire].
La Cour des comptes indique qu'en 2007 et 2008, la présidence de la République, sous Nicolas Sarkozy, a passé commande de sondages auprès d'OpinionWay, pour un montant de 550 000 euros, alors que ces sondages étaient simultanément publiés, et donc disponibles, sur Le Figaro et LCI. La société des rédacteurs du Figaro exprime sa consternation alors qu'il « apparaît que de nombreux sondages OpinionWay publiés, notamment, par Le Figaro, sont commandités par la présidence et que certains sont expurgés avant d'être diffusés au grand public ».
Le sociologue Richard Brousse estime en 2009 que « Opinion Way cristallise les critiques car ils sont en avance sur les autres sondeurs. C'est l'institut qui fait le plus de zèle pro-gouvernemental. Ils sont les seuls à faire en 2009 des sondages prédictifs de la présidentielle de 2012 ».
Une consultation des enseignants français du primaire et du secondaire est confiée à l'entreprise en mars 2020 par le ministre Jean-Michel Blanquer. L'accès au questionnaire n'est cependant pas restreint aux enseignants, et il est possible d'y répondre plusieurs fois de suite. La journaliste Pascale Fourier indique : « le gouvernement est un habitué des consultations factices, certes… Mais le ministère de l’Éducation nationale va plus loin : il invente la consultation de ses personnels enseignants ouverte à tous. Enseignants ou pas, tout le monde peut participer, une seule fois ou plusieurs. Une mascarade sans aucune validité », alors qu'Opinion Way indique disposer d'outils pour s'assurer de l'authenticité des réponses comme « le contrôle de la fréquence du nombre de questionnaires remplis pour éviter les bots, le contrôle du temps de réponse passé par questionnaire, la détection de l'existence de questionnaires identiques et le contrôle de cohérence des réponses sur la nature des établissements ».
Le politologue Alain Garrigou critique également la méthode utilisée par l'institut de sondage. En effet, les panels sont recrutés exclusivement sur Internet. Alors qu'il existe des taux d'équipement et d'utilisation hétérogènes au sein de la population française, cela remet en cause la représentativité des sondages produits. 